# العلاقات الأرجنتينية الإندونيسية
العلاقات الأرجنتينية الإندونيسية هي العلاقات الثنائية التي تجمع بين الأرجنتين وإندونيسيا.

## مقارنة بين البلدين
هذه مقارنة عامة ومرجعية للدولتين:
| وجه المقارنة                                              | الأرجنتين                                               | إندونيسيا         |
| --------------------------------------------------------- | ------------------------------------------------------- | ----------------- |
| المساحة (كم2)                                             | 2.78 مليون                                              | 1.90 مليون        |
| عدد السكان (نسمة)                                         | 44.27 مليون                                             | 263.99 مليون      |
| الكثافة السكانية (ن./كم²)                                 | 15.92                                                   | 138.94            |
| العاصمة                                                   | بوينس آيرس                                              | جاكرتا            |
| اللغة الرسمية                                             | اللغة الإسبانية                                         | اللغة الإندونيسية |
| العملة                                                    | البيزو الأرجنتيني 1983 ‏، بيزو أرجنتيني، أسترال أرجنتيني | روبية إندونيسية   |
| الناتج المحلي الإجمالي (بليون دولار)                      | 637.59 مليار                                            | 1.02 تريليون      |
| الناتج المحلي الإجمالي (تعادل القوة الشرائية) بليون دولار | 883.02 مليار                                            | 2.85 تريليون      |
| الناتج المحلي الإجمالي الاسمي للفرد دولار أمريكي          | 13.43 ألف                                               | 3.35 ألف          |
| الناتج المحلي الإجمالي للفرد دولار أمريكي                 |                                                         | 10.52 ألف         |
| مؤشر التنمية البشرية                                      | 0.827                                                   | 0.684             |
| رمز المكالمات الدولي                                      | +54                                                     | +62               |
| رمز الإنترنت                                              | .ar                                                     | .id               |
| المنطقة الزمنية                                           | 00                                                      |                   |

## منظمات دولية مشتركة
يشترك البلدان في عضوية مجموعة من المنظمات الدولية، منها:
| علم المنظمة | اسم المنظمة                               | تاريخ انضمام الأرجنتين | تاريخ انضمام إندونيسيا |
| ----------- | ----------------------------------------- | ---------------------- | ---------------------- |
|             | مؤسسة التنمية الدولية                     | 3 أغسطس 1962           | 20 أغسطس 1968          |
|             | المنظمة الهيدروغرافية الدولية             | ?                      | ?                      |
|             | مؤسسة التمويل الدولية                     | 13 أكتوبر 1959         | 23 أبريل 1968          |
|             | منظمة حظر الأسلحة الكيميائية              | ?                      | ?                      |
|             | يونسكو                                    | 15 سبتمبر 1948         | 27 مايو 1950           |
|             | الأمم المتحدة                             | 24 أكتوبر 1945         | 28 سبتمبر 1950         |
|             | مجموعة العشرين                            | ?                      | ?                      |
|             | الاتحاد الدولي للاتصالات                  | 1889                   | 1949                   |
|             | منظمة الشرطة الجنائية الدولية             | ?                      | 5 أكتوبر 1954          |
|             | البنك الدولي للإنشاء والتعمير             | 20 سبتمبر 1956         | 13 أبريل 1967          |
|             | الاتحاد البريدي العالمي                   | ?                      | ?                      |
|             | المركز الدولي لتسوية المنازعات الاستشارية | 18 نوفمبر 1994         | 28 أكتوبر 1968         |
|             | وكالة ضمان الاستثمار متعدد الأطراف        | 11 فبراير 1992         | 12 أبريل 1988          |
|             | منظمة التجارة العالمية                    | ?                      | ?                      |
|             | الفريق المعني برصد الأرض                  | ?                      | ?                      |

## وصلات خارجية
- موقع وزارة الخارجية الأرجنتينية
- موقع وزارة الخارجية الإندونيسية